# 八千里路雲和月 (電視節目)
《八千里路雲和月》，簡稱《八千》，是由凌峰製作及主持的台灣電視公司（台視）電視節目，是台灣電視史上第一個介紹中國大陸風土民情的節目，1989年6月2日開播，一共播出了六年。

## 提要
《八千里路雲和月》是由威京關係企業（今威京總部集團）成員公司「京華文化事業股份有限公司」製作，京華文化授權沙鷗國際多媒體發行Video CD與DVD-Video版，沙鷗國際多媒體版外盒加註英文譯名「The Journey of Poetic China」。
凌峰主持的台視綜藝節目《電視街》創下27%的收視率以後，1987年，凌峰到中國大陸拍攝《八千里路雲和月》，介紹中國大陸風土民情，探討台海兩岸人文差異。行前，凌峰向台視總經理石永貴報告，請求台視出資協助拍攝《八千里路雲和月》。在當時台海兩岸依然緊繃對峙的情況下，對台視而言，簽這樣的合約要擔負很大的風險與政治責任；但為了回報《電視街》讓台視綜藝節目收視率獲得復興，台視與凌峰簽約。為求《八千里路雲和月》能在無政治干擾的環境下順利製播，製作團隊與《台灣時報》在街頭合辦說明會；行政院新聞局廣播電視事業處處長曠湘霞、中國國民黨中央委員會文化工作會副主任朱宗軻與中央電影公司總經理林登飛在台北來來大飯店（今台北喜來登大飯店）宴請凌峰，勸凌峰不要去中國大陸；凌峰當場答覆，箭在弦上，非去不可。
1987年，台海兩岸皆派人去日本參加東京影展，凌峰藉機進入中國駐日大使館，向館方表示想去中國大陸拍攝《八千里路雲和月》；新加坡報紙披露此事，凌峰返回台灣後被有關單位禁止出國，海外媒體爭相報導凌峰被禁的消息，數月後行政院新聞局在強大壓力下解除禁令。1987年11月11日，凌峰以探親名義抵達北京首都國際機場，在中國大陸相關部門及中国新闻社協助下開拍《八千里路雲和月》。凌峰拍好的錄影帶，被行政院新聞局阻撓，無法在台灣播出；凌峰巡迴台灣各地舉辦說明會，又到立法院開公聽會，也繼續往返兩岸拍攝《八千里路雲和月》。1989年，行政院新聞局正式開放傳播事業赴中國大陸採訪、拍片、製作節目，《八千里路雲和月》在台視播出。
以往因為台海兩岸的隔閡，台灣人只能在唸書時得到一些與當時現狀脫節的中國大陸知識；《八千里路雲和月》與中國電視公司《大陸尋奇》的播出，讓台灣人可以認識改革開放以後的中國大陸。石安妮曾接受凌峰的邀請擔任《八千里路雲和月》外景主持人，與製作小組深入雲南、貴州等地拍攝節目。
《八千里路雲和月》的主題曲有兩個版本：第一個版本是凌峰與一群兒童合唱，先合唱「八千里路」，再由凌峰獨唱「雲和月」；第二個版本是趙寧作詞、騰格爾作曲兼獨唱。片尾曲是《大海啊，故乡》。
2000年，凌峰找來一群年輕人共同成立「中華八千網股份有限公司」，凌峰自任董事長，員工幾乎都是三十來歲的年輕人，運用網際網路無國界、即時的特性，將凌峰腦中的創意化為可行的計畫，按部就班推向國際。2001年2月，曾經幫凌峰剪接節目的中華八千網總經理唐智超說，《八千里路雲和月》原始錄影帶數位化，目前已經完成了三分之二，預計本年底可全數完成。
2017年6月，凌峰接受《中国新闻网》專訪時表示，《八千里路雲和月》「是两岸共生的孩子」，他对《八千里路雲和月》拍攝期間的中国新闻社副社长陈光忠、提供技术保障的王楠等伙伴的一路协助深深铭记在心。
2017年12月，凌峰表示，他這輩子做對了兩件事：一是拍攝《八千里路雲和月》，二是追隨中國青少年發展基金會參與希望工程。《八千里路雲和月》原始錄影帶，保存於凌峰家終年維持恆溫恆濕的房間；前上海視覺藝術學院副校長穆端正曾經有意收藏這些錄影帶，但因2017年1月穆端正病逝而作罷。
2023年3月24日，威京總部集團主席沈慶京表示，在台海兩岸對峙的年代，他甘冒傾家蕩產及「為匪宣傳」入獄的風險，以「老兵返鄉探親」名義獨家贊助凌峰拍攝《八千里路雲和月》，「畢竟在睽隔四十載之後，台灣的中國人第一次能用全新觀點來觀照那塊既熟悉又陌生的土地」。沈慶京回憶，《八千里路雲和月》開播之後，各方反應熱烈，作家柏楊撰文：「《八千里路雲和月》，多麼悲壯的名字。那個時代，走遍大江南北，無論政治上或文化上，都是奇蹟。」
《八千里路雲和月》騰格爾獨唱主題曲時期片頭工作人員表
- 製作人、主持人：凌峰
- 助理製作人：連錦華
- 企劃：陳純真
- 總撰稿：詹德茂
- 執行製作：張瓊方
- 企劃群：李艾傑、蔡鳳儀
- 剪接：朱諸、鄭雅慧、劉美蓉
- 攝影：李傑、廖文獻
- 攝影助理：陳元平
- 錄音：金宏影視錄音公司
- 後製作剪輯：PPR工作小組
- 製作：威京關係企業京華文化公司

## 相關事件
- 1991年4月9日，《八千里路雲和月》在亞洲電視本港台以香港粵語配音播出，凌峰配音員由李學儒擔任，是香港電視史上首次播出台灣社教節目。[6]
- 1994年，《八千里路雲和月》因內容出現五星紅旗等台灣政治敏感內容被台視停播，凌峰絕食抗議，後來復播。
- 1994年7月22日中午，凌峰聽說台視將停播《八千里路雲和月》，去和台視節目部經理顧安生理論，並在一怒之下當場掀桌子，玻璃碎了一地。隨後，台視委由律師提出聲明，要求凌峰登報道歉，否則將針對其毀損台視財產及恐嚇等兩項行為尋求法律途徑解決。凌峰表示，他是在推動「電視新文化運動」，反對電視台永遠以收視率衡量一切。
- 1994年8月12日，凌峰帶著其妻賀順順與女兒王天予，頭綁「救救電視、救救孩子」黃布條，於國立國父紀念館宣布絕食七天，抗議台視董事長陳重光下令《八千里路雲和月》停播，呼籲民眾推動電視新文化運動。中華民國總統府資政郝柏村、前行政院國軍退除役官兵輔導委員會主任委員許歷農、立法委員林正杰、立法委員葉啟田、立法委員周荃、國民大會代表朱新民等各界名人親赴現場慰問凌峰一家，並聲援凌峰。
- 1997年，华娱电视家庭台购下了《八千里路雲和月》播映，星期一至星期五深夜11时首播，5时、11时、17时重播。华娱电视家庭台官方网站是这样介绍的：“這是套專題片，內容不單介紹中國境內大江南北的風光，還深入細膩地點出各地風土人情、生活小節，實是極具趣味性及令人增廣見聞的片集。”
- 2002年3月1日，台視總經理胡元輝、台視副總經理顧安生與台視副總經理施桓麟在傅培梅調教下親自下廚完成電視特餐「台視長紅」，以台視經典節目名稱為菜餚名稱，獲選的節目有《嫁妝一牛車》、《流氓教授》、《群星會》、《八千里路雲和月》與《強棒出擊》等。[7]
- 2015年7月，凌峰上陳凱倫的網路廣播節目《好好品歌詞》，宣布製作新版《八千里路雲和月》共12集。山西衛視爭取新版《八千里路雲和月》之投資及獨家播出，但未簽約；凌峰說，電視台出錢就會對拍攝進度有意見，為避免麻煩，先拍完再談[8]。

## 續作
- 上海东方电视台10集电视文艺专题片《新八千里路雲和月》，簡稱《新八千》，凌峰主持，上海东方电视台、九洲文化传播中心、中华八千网联合拍摄，2000年12月30日開播[9]。曾在衛視中文台播出。
- 2024年11月28日，藝人吳奇隆於新浪微博宣布，取得凌峰授權使用《八千里路雲和月》原始錄影帶，並取得愛奇藝大力支持，將拍攝新版《八千里路雲和月》。2025年2月27日，藝人紀寶如證實，凌峰將《八千里路雲和月》原始錄影帶授權給吳奇隆，「我知道奇隆已經在走過去凌峰走過的路，如今跟當年相比，整個變遷都太大了；至於凌峰會不會參與，還不確定」。

## 同類節目
- 中國電視公司《大陸尋奇》
- 三立都會台《中國那麼大》，今《世界那麼大》前身。
- 中華電視公司《江山萬里情》